# Кузин, Марко
Марко Кузин (итал. Marco Cusin; род. 28 февраля 1985 года в Порденоне, Италия) — итальянский профессиональный баскетболист, играющий на позиции центрового. Выступает за баскетбольный клуб «Ауксилиум Торино» и национальную сборную Италии.

## Карьера

### Клубная
В 2002 году дебютировал за команду «Триест», который смог пробиться в Серию А. Выступал два сезона за «Бьеллу», в 2006 году перешёл в «Феррару», где выступал в течение сезона, затем один сезон отыграл за «Фабриано». В 2007 году перешёл в «Ваноли».
В 2010 году перешёл в «Скаволини», в которой стал одним из лидеров. В 2012 году подписал контракт с клубом «Канту».

### Международная
Кузин выступает за сборные Италии различных возрастов с 2003 года. В 2009 году в национальную команду Италии его пригласил тренер Карло Рекалкати, дав игроку время в товарищеских матчах. Принимал участие в квалификационном турнире к чемпионату Европы 2009 года, однако сборная на него не отобралась. С новым тренером Симоне Пьяниджани Марко Кузин стал регулярно попадать в состав сборной Италии, выступал на первенстве Европы 2011, 2013 и 2015 годов. Также был приглашен в качестве основного центрового для участия в Евробаскете 2017 года.

## Достижения

### Клубные
«Канту» :
- Обладатель Суперкубка Италии : 2012